# 三泽英司
三泽英司（日语：／ Misawa Eiji，1973年2月22日—），日本男子残疾人冰球运动员。他曾代表日本参加1998年、2002年、2006年、2010年和2018年冬季残疾人奥林匹克运动会冰球比赛，其中2010年冬季残奥会获得一枚银牌。